# Hans Schinz

Hans Schinz (1914)

Hans Schinz (* 6. Dezember 1858 in Zürich; † 30. Oktober 1941 ebenda) war ein Schweizer Forschungsreisender und Botaniker. Sein offizielles botanisches Autorenkürzel lautet „Schinz“.

## Leben
Hans Schinz, Sohn des Eisenhändlers und Kaufmanns Hans Rudolf Schinz und der Julie Schinz-Vögeli, entstammte einer Zürcher Patrizierfamilie und studierte von 1880 bis 1883 Botanik an der ETH Zürich. Die botanische Lehre und Forschung war in Zürich nicht auf der Höhe der Zeit. Daher zog es Schinz nach seiner Promotion nach Berlin, wo Paul Ascherson die «Neue Botanik» lehrte, die mehr sein wollte als Kräuterkunde, und wo ihn der Afrikaforscher Georg Schweinfurt mit dem Kolonialunternehmer Adolf Lüderitz bekannt machte. 1882 nahm er an einer ersten Forschungsreise in Kleinasien teil. 1884 nahm er an einer Expedition teil, die der Unternehmer Lüderitz zur wirtschaftlichen Erforschung der von ihm in Deutsch-Südwestafrika erworbenen Gebiete ausgesandt hatte. Schinz, der mit dem langsamen Vorankommen der Expedition unzufrieden war, entschied sich, eine durch sein privates Vermögen finanzierte Reise zu beginnen, die ihn zunächst ins Gross-Namaqualand führte. In den Jahren 1885 bis 1887 dehnte er seine Forschungen über den Nordosten des heutigen Schutzgebietes und das angrenzende britische Kalaharigebiet bis zum Ngamisee aus. Schinz reiste von Missionsstation zu Missionsstation und machte häufigen Gebrauch seiner Kamera, die er mit einem «physiognomischen» Interesse auf die «Einheimischen» richtete. Im Februar 1887 kehrte nach Zürich zurück. Er hatte 50 Kisten mit Pflanzen- und Tierpräparaten und ethnografischen Artefakten im Gepäck. Mitunter waren dies auch gestohlene Objekte, darunter ein menschlicher Schädel aus Olukonda.
1889 heiratete er Dorothea Amalie Frei, die Tochter eines Sekundarlehrers. Sein Werk Deutsch-Südwestafrika, Forschungsreisen durch die deutschen Schutzgebiete Groß-Nama- und Hereroland, nach dem Kunene, dem Ngamisee und Kalahari (Oldenburg 1891) ist landeskundlich von grundlegender Bedeutung. Schinz habilitierte sich 1889 in Zürich, er wurde dort 1892 ausserordentlicher und von 1895 bis 1929 ordentlicher Professor für Systematische Botanik. Ab 1893 war er Direktor des botanischen Gartens Zürich. Er gründete das Botanische Museum Zürich. Laut dem namibischen Historiker Dag Henrichsen, machte er durch seine Arbeiten die Universitätsstadt Zürich zu einem der wichtigsten Zentren der afrikanischen Botanik in Europa. Zudem war er kurzzeitig als Mitglied der Demokratischen Partei in Zürich als Parlamentarier tätig. Er hatte zahlreiche Ämter bei Behörden und öffentlichen Kommissionen.

## Ehrungen
Nach Schinz benannt sind die Pflanzengattungen Melioschinzia K.Schum. aus der Familie der Mahagonigewächse (Meliaceae), Schinzafra Kuntze aus der Familie der Bruniaceae, Schinziella Gilg aus der Familie der Enziangewächse (Gentianaceae) und Schinziophyton Hutch. ex  Radcl.-Sm. aus der Familie der Wolfsmilchgewächse (Euphorbiaceae).

## Publikationen
- Beiträge zur Kenntnis der Flora von Deutsch-Südwest-Afrika und der angrenzenden Gebiete. Berlin/Zürich 1888–97
- Deutsch-Südwestafrika, Forschungsreisen durch die deutschen Schutzgebiete Groß-Nama- und Hereroland, nach dem Kunene, dem Ngamisee und Kalahari. Oldenburg 1891 (online – Internet Archive)
- Ein neuer Bauernstaat im Südwesten Afrika’s. In: Mitteilungen der Ostschweizerischen Geographisch-Commerciellen Gesellschaft in St. Gallen. 1886, S. 26–31.